# Pawel Newdach
Pawel Newdach, auch Pavel Nevdakh, (kyrillisch Павел Невдах; * 14. Oktober 1976) ist ein ehemaliger kasachischer Radrennfahrer.
Newdach war von 1998 bis 2009 im internationalen Straßenradsport aktiv. Sein erster internationaler Erfolg war der Gewinn der Bronzemedaille im Einzelzeitfahren der Asienspiele 1998. Im Jahr 2003 wurde er kasachischer Meister im Straßenrennen und 2004 im Einzelzeitfahren. Sein erster internationaler Sieg gelang ihm 2004 bei einer Etappe der Serbien-Rundfahrt. Im Laufe seiner Karriere gewann er weitere Abschnitte internationaler Etappenrennen. Seine bedeutendsten Erfolge waren die Gesamtsiege der Kamerun-Rundfahrt 2006 und der Kerman Tour 2007.

## Erfolge
1998
- Asienspiele – Einzelzeitfahren

2003
- Kasachischer Straßenmeister

2004
- eine Etappe Serbien-Rundfahrt
- Kasachischer Zeitfahrmeister

2006
- Gesamtwertung und eine Etappe Kamerun-Rundfahrt
- zwei Etappen Türkei-Rundfahrt

2007
- Gesamtwertung Kerman Tour
- eine Etappe International Paths of Victory Tour

2008
- eine Etappe Ägypten-Rundfahrt